# Брасје
Брасје (фр. Bracieux) насеље је и општина у централној Француској у региону Центар (регион), у департману Лоар и Шер која припада префектури Romorantin.
По подацима из 2011. године у општини је живело 1.252 становника, а густина насељености је износила 424,41 становника/km². Општина се простире на површини од 2,95 km². Налази се на средњој надморској висини од 80 метара (максималној 89 m, а минималној 74 m).

## Демографија
| 1962. | 1968. | 1975. | 1982. | 1990. | 1999. | 2011. |
| ----- | ----- | ----- | ----- | ----- | ----- | ----- |
| 793   | 829   | 1.011 | 1.142 | 1.157 | 1.158 | 1.252 |

График промене броја становника у току последњих година